# Innocence + Experience: Live in Paris
Innocence + Experience: Live in Paris (estilizado como iNNOCENCE + eXPERIENCE: Live in Paris) é um álbum de vídeo lançada pela banda de rock irlandesa U2. O concerto foi filmado em 7 de dezembro de 2015, no AccorHotels Arena, em Paris, França, no último concerto da turnê Innocence + Experience Tour. O show também foi ao ar na rede de televisão americana HBO no mesmo dia que o show e um vídeo caseiro foi lançado em DVD, Blu-ray e através de download digital em 10 de junho de 2016.
O concerto mostra o retorno da banda a Paris, em menos de um mês após aos ataques de novembro de 2015. A banda tocou em dois dos quatro shows agendados na cidade quando os ataques ocorreram, forçando o adiamento dos dois últimos shows e a transmissão da emissora HBO até dezembro. No show de 7 de dezembro, a banda presta homenagem às vítimas dos ataques e dividiram o palco com a banda Eagles of Death Metal, cujo concerto no Bataclan foi o local do mais mortífero dos ataques.

## Lista de faixas
- Todas as canções escritas por Bono e compostas pelo U2, com exceção das canções 1, 26, 29 e 30.

1. "People Have the Power" (canção de Patti Smith, do álbum Dream of Life)
2. "The Miracle (of Joey Ramone)" (do álbum Songs of Innocence)
3. "Vertigo" (do álbum How to Dismantle an Atomic Bomb)
4. "I Will Follow" (do álbum Boy)
5. "Iris (Hold Me Close)" (do álbum Songs of Innocence)
6. "Cedarwood Road" (do álbum Songs of Innocence)
7. "Songs for Someone" (do álbum Songs of Innocence)
8. "Sunday Bloody Sunday" (do álbum War)
9. "Raised By Wolves" (do álbum Songs of Innocence)
10. "Until the End of the World" (do álbum Achtung Baby)
11. "The Fly" (do álbum Achtung Baby)
12. "Invisible" (não lançado em álbum)
13. "Even Better Than the Real Thing" (do álbum Achtung Baby)
14. "Mysterious Ways" (do álbum Achtung Baby)
15. "Elevation" (do álbum All That You Can't Leave Behind)
16. "Every Breaking Wave" (do álbum Songs of Innocence)
17. "October" (do álbum October)
18. "Bullet the Blue Sky" (do álbum The Joshua Tree)
19. "Zooropa" (do álbum Zooropa)
20. "Where the Streets Have No Name" (do álbum The Joshua Tree)
21. "Pride (In the Name of Love)" (do álbum The Unforgettable Fire)
22. "With or Without You" (do álbum The Joshua Tree)
23. "Stephen Hawking 'Global Citizen'" (pré-discurso gravado)
24. "City of Blinding Lights" (do álbum How to Dismantle an Atomic Bomb)
25. "Beautiful Day" (do álbum All That You Can't Leave Behind)
26. "Mother and Child Reunion" (canção de Paul Simon, do álbum Paul Simon)
27. "Bad" (do álbum The Unforgettable Fire)
28. "One" (do álbum Achtung Baby)
29. "People Have the Power" (com participação de Eagles of Death Metal)
30. "I Love You All the Time" (canção e performance solo por Eagles of Death Metal) (do álbum Zipper Down)

## Paradas musicais
| País/Parada (2016)                     | Melhor posição |
| -------------------------------------- | -------------- |
| Alemanha (Media Control Charts)        | 3              |
| Brasil (ABPD)                          | 4              |
| Estados Unidos (Billboard Music Video) | 1              |
| Reino Unido (Official Charts Company)  | 1              |
| Suíça (Schweizer Hitparade)            | 1              |

## Equipe e colaboradores
- Bono – vocal, guitarra
- The Edge – guitarra, teclado, backing vocal
- Adam Clayton – baixo
- Larry Mullen Jr. – bateria, percussão, backing vocal